# Sitio de Smolensk (1609-1611)
El Sitio de Smolensk, conocido en Rusia como Defensa de Smolensk (del ruso: Смоленская оборона) es el asedio de veinte meses de duración al que fue sometido Smolensk, en Rusia, por parte del ejército de la Mancomunidad de Polonia-Lituania, de septiembre de 1609 a junio de 1611 durante la Guerra Polaco-Moscovita (1605-1618).
En septiembre de 1609, un ejército polaco de 22 000 hombres (12 000 polacos y 10 000 cosacos ucranianos) bajo el mando del rey Segismundo III Vasa llegaron a Smolensk. LA ciudad era defendida por una guarnición rusa comandada por el voivoda Mijaíl Shein (alrededor de 5000 hombres). Entre el 25 y el 27 de septiembre, los invasores asaltaron Smolensk por primera vez sin éxito. Entre el 28 de septiembre y el 4 de octubre, los polacos controlaron los alrededores y decidieron ponerle sitio a la ciudad. El 19 -20 de julio, el 11 de agosto, y el 21 de septiembre, los polacos atacaron Smolensk por segunda, tercera y cuarta vez, pero sin resultados. Los ataques se alternaron con infructuosos intentos del ejército polaco de persuadir a los ciudadanos de Smolensk de capitular. Las negociaciones llevadas a cabo en septiembre y en marzo no condujeron a nada.

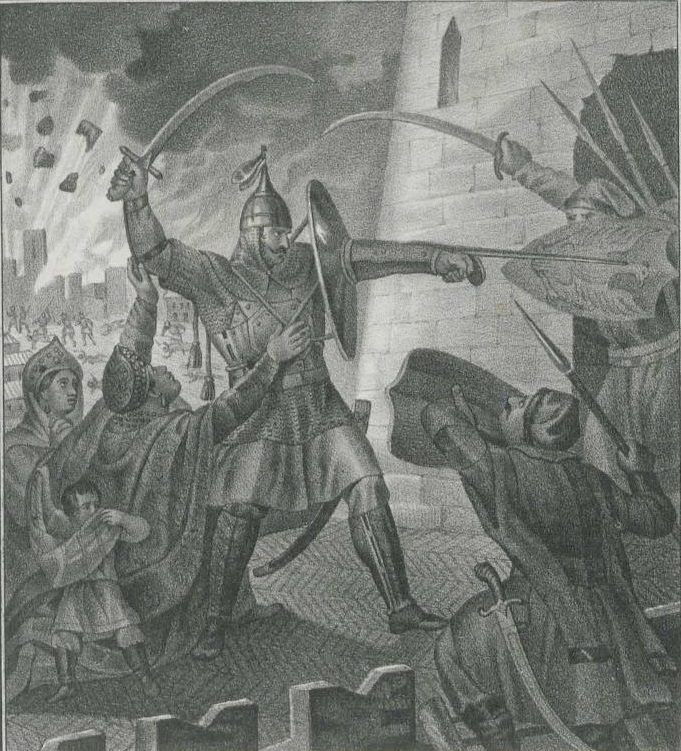
La defensa de Smolensk contra los polacos, de Boris Chorikov (1802–66).

Los polacos, en diciembre de 1610, enfocaron sus esfuerzos a llevar a término un proyecto de mina contra los muros de Smolensk se dio en diciembre de 1610, a pesar de lo cual solo consiguieron destruir una gran porción del muro exterior, quedando los muros internos intactos. El asedio continuó. En un momento dado, los cañones rusos abrieron brecha en la muralla exterior, tras lo que el voivoda de Bracław ordenó a sus soldados que entraran en la ciudad. Los rusos habían previsto que la brecha vendría por esa parte, por lo que habían reforzado la guarnición en esa parte de la muralla. En el choque de fuerzas se produjeron muchas bajas aunque los polacos fueron rechazados.
Desde verano de 1610, los ciudadanos de Smolensk habían debido combatir tanto la inanición como las epidemias. La debilitada guarnición rusa (de la que quedaban solo unos 200 soldados) fue capaz de resistir el quinto ataque del ejército polaco el 3 de junio de 1611, cuando después de 20 meses de asedio, y aconsejados por un traidor huido, Andréi Dedishin, descubrieron un punto débil en la muralla de la fortaleza y el 13 de junio el caballero de la Orden de Malta Bartłomiej Nowodworski, insedrtó una mina en el canal de desagüe de las alcantarillas que al explosionar creó una gran brecha en la muralla. Jakub Potocki fue el primero en la muralla. La fortaleza cayó ese mismo día, tras una etapa de lucha calle por calle, en la cual unos tres mil rusos se quemaron a sí mismos en la Catedral de la Asunción. Mijaíl Shein, herido fue hecho prisionero y en ese estado estaría durante los siguientes nueve años.
Aunque la pérdida de Smolensk suponía un duro golpe para Rusia, este hecho liberaba tropas para combatir a la Mancomunidad en Moscú, donde Shein fue considerado un héroe por haber agunatado tanto como había podido. Smolensk sería protagonista de dos asedios más en esta guerra, el de 1612 y el de 1617, terminados con victoria polaca.